# 1987 RX
1987 RX är en asteroid i huvudbältet som upptäcktes den 12 september 1987 av den belgiske astronomen Henri Debehogne vid La Silla-observatoriet.
Asteroiden har en diameter på ungefär 9 kilometer.